# Platyja lecerfi
Platyja lecerfi är en fjärilsart som beskrevs av Louis Beethoven Prout 1922. Platyja lecerfi ingår i släktet Platyja och familjen nattflyn. Inga underarter finns listade i Catalogue of Life.